# Saint-Loup (Allier)
Saint-Loup és un municipi francès, situat al departament de l'Alier i a la regió d'Alvèrnia-Roine-Alps. L'any 2007 tenia 594 habitants.

## Demografia

### Població
El 2007 la població de fet de Saint-Loup era de 594 persones. Hi havia 228 famílies de les quals 44 eren unipersonals (16 homes vivint sols i 28 dones vivint soles), 76 parelles sense fills, 84 parelles amb fills i 24 famílies monoparentals amb fills.
La població ha evolucionat segons el següent gràfic:
Habitants censats

### Habitatges
El 2007 hi havia 259 habitatges, 233 eren l'habitatge principal de la família, 7 eren segones residències i 19 estaven desocupats. 253 eren cases i 3 eren apartaments. Dels 233 habitatges principals, 204 estaven ocupats pels seus propietaris, 25 estaven llogats i ocupats pels llogaters i 4 estaven cedits a títol gratuït; 1 tenia una cambra, 3 en tenien dues, 31 en tenien tres, 80 en tenien quatre i 118 en tenien cinc o més. 182 habitatges disposaven pel capbaix d'una plaça de pàrquing. A 87 habitatges hi havia un automòbil i a 133 n'hi havia dos o més.

### Piràmide de població
La piràmide de població per edats i sexe el 2009 era:
| Homes | Edats   | Dones |
| ----- | ------- | ----- |
| 0     | 95 o +  | 0     |
| 0     | 90 a 94 | 0     |
| 8     | 85 a 89 | 0     |
| 4     | 80 a 84 | 8     |
| 8     | 75 a 79 | 0     |
| 4     | 70 a 74 | 12    |
| 16    | 65 a 69 | 12    |
| 12    | 60 a 64 | 16    |
| 28    | 55 a 59 | 12    |
| 12    | 50 a 54 | 24    |
| 40    | 45 a 49 | 44    |
| 28    | 40 a 44 | 28    |
| 12    | 35 a 39 | 28    |
| 20    | 30 a 34 | 4     |
| 32    | 25 a 29 | 12    |
| 16    | 20 a 24 | 20    |
| 20    | 15 a 19 | 12    |
| 16    | 10 a 14 | 24    |
| 24    | 5 a 9   | 8     |
| 8     | 0 a 4   | 12    |

## Economia
El 2007 la població en edat de treballar era de 409 persones, 292 eren actives i 117 eren inactives. De les 292 persones actives 269 estaven ocupades (155 homes i 114 dones) i 23 estaven aturades (10 homes i 13 dones). De les 117 persones inactives 48 estaven jubilades, 29 estaven estudiant i 40 estaven classificades com a «altres inactius».

### Ingressos
El 2009 a Saint-Loup hi havia 238 unitats fiscals que integraven 601 persones, la mediana anual d'ingressos fiscals per persona era de 16.353 €.

### Activitats econòmiques
Dels 24 establiments que hi havia el 2007, 1 era d'una empresa extractiva, 2 d'empreses de fabricació de material elèctric, 7 d'empreses de construcció, 5 d'empreses de comerç i reparació d'automòbils, 2 d'empreses d'hostatgeria i restauració, 1 d'una empresa immobiliària, 4 d'empreses de serveis i 2 d'empreses classificades com a «altres activitats de serveis».
Dels 9 establiments de servei als particulars que hi havia el 2009, 1 era un paleta, 1 guixaire pintor, 2 fusteries, 2 lampisteries, 1 electricista, 1 perruqueria i 1 restaurant.
L'únic establiment comercial que hi havia el 2009 era una botiga de menys de 120 m².
L'any 2000 a Saint-Loup hi havia 9 explotacions agrícoles que ocupaven un total de 420 hectàrees.

## Equipaments sanitaris i escolars
El 2009 hi havia una escola elemental.

## Poblacions més properes
El següent diagrama mostra les poblacions més properes.